# Mr. Bojangles
Mr. Bojangles – folkowa piosenka z roku 1967, skomponowana przez Jerry’ego Jeffa Walkera. Kilka lat później Bob Dylan zaaranżował ten utwór, nagrywając go w czerwcu 1970. Jego wersja wydana została na albumie Dylan w listopadzie 1973 roku.

## Historia i charakter utworu
Utwór ten został nagrany na czwartej sesji do albumu New Morning 2 czerwca 1970 r. w Columbia Studio E w Nowym Jorku. Oprócz albumowej wersji If Not for You: Alligator Man, Mary Ann (5 wersji), Rock a Bye My Sara Jane (3 wersje), Spanish Is the Loving Tongue, Time Passes Slowly. Poza If Not for You i Time Passes Slowly wszystkie utwory zostały odrzucone i dlatego zostały potem wybrane na „album zemsty” przez firmę Columbia Records.
Piosenkę tę skomponował Jerry Jeff Walker (ur. 16 marca 1942), który rozpoczął karierę w Greenwich Village jako piosenkarz folkowy w Café Wha? i Night Owl. Pod koniec lat 60. XX w. przeniósł się do Key West na Florydzie. Na początku lat 70. przeniósł się do Austin w Teksasie i tam stworzył jeden z ciekawszych zespołów tego czasu – Lost Gonzo Band. Zaczął także wykonywać muzykę country w kręgu muzyków takich jak Willie Nelson i Waylon Jennings. Wkrótce kokaina i alkohol uczyniły go człowiekiem słynnym ze swojej nieodpowiedzialności. Po jakimś czasie powrócił do wykonywania folku.
Walker skomponował balladę Mr. Bojangles w 1967 r. i stała się ona niezwykle popularna, gdy Walker odwiedził nocny program radiowy „Radio Unnameable” stacji WBAI-FM w Nowym Jorku, prowadzony na żywo i w absolutnej swobodzie przez Boba Fassa. Wykonał wtedy piosenkę, a Fass grał ją następnie kilka razy w nocy.
Kompozycja ta, chociaż powstała na podstawie przeżyć samego Walkera, jest uważana za pean dla zapewne najsłynniejszego stepującego tancerza Billa „Bojanglesa” Robinsona.
Wersja Dylana – jest to w końcu odrzut z sesji nagraniowej – w pełni zasługuje na zaprezentowanie na albumie Dylan. Najlepszym jej momentem jest końcówka ballady, gdy Dylan wzywa słuchaczy do tańca.
Dylan nigdy nie wykonywał tej ballady na koncertach.

## Muzycy
- Bob Dylan – pianino, gitara, harmonijka, wokal

sesja czwarta
- Al Kooper – gitara, pianino, wokal
- Charlie Daniels – gitara basowa
- Ron Cornelius – gitara
- Russ Kunkel – perkusja
- Hilda Harris – chórki
- Albertine Robinson – chórki
- Maeretha Stewart – chórki

## Wykonania piosenki przez innych artystów
- Nitty Gritty Dirt Band – Nitty Gritty Dirt Band (1967)
- Nina Simone – Essential Nina Simone (1967)
- Jerry Jeff Walker – Mr. Bojangles (1968)
- Neil Diamond – Touching Me Touching You (1969)
- King Curtis – Live at Fillmore (1971)
- Sonny Stitt – Mr. Bojangles (1973)
- Harry Belafonte – All-Time Greatest Hits, Volume 2 (1988)
- Sammy Davis Jr. – Greatest Hits Live (1995)
- Robbie Williams – Swing When You’re Winning (2001)
- Etta Jones – Always In Our Hearts (2004, compilation)